# Grande Marcha

A "Grande Marcha" (1934-1935).

A Grande Marcha (chinês simplificado: 长征; pinyin: Chángzhēng) foi uma retirada dos esquadrões do Partido Comunista Chinês para fugir à perseguição do exército do Kuomintang. O Exército Vermelho dos Operários e Camponeses da China, liderado por Mao Zedong e Zhou Enlai, percorreu, entre 16 de outubro de 1934 e 20 de outubro de 1935, 12,5 mil km em condições extremamente duras. A marcha prolongou-se até que as tropas comunistas se estabeleceram na região de Shensi, extremo norte da China.
Em face das severas condições, muitos integrantes da marcha, incluindo o irmão de Mao Zedong, Mao Zedan (Mao Tsé-Tan, em transliteração Wade-Giles), morreram. Mas a Grande Marcha consagrou-o como principal líder da Revolução Chinesa.

## História
Foi uma retirada militar durante a Guerra Civil Chinesa, empreendida pelo Exército Vermelho Comunista, a fim de evitar a perseguição contínua através do avanço das forças nacionalistas. Várias forças diferentes do Exército Vermelho tomaram rotas diferentes de diferentes fortalezas do Partido Comunista Chinês (PCC) sendo cercadas pelo Exército Nacional Revolucionário do Kuomintang, com suas retiradas simultâneas ocorrendo ao longo de mais de um ano, viajando milhares de quilômetros pelo oeste e centro da China, a fim de se reunir na nova base comunista de operações em Yan'an, localizado na província noroeste de Shaanxi.
A mais famosa dessas marchas foi realizada pelo Primeiro Exército Vermelho sob Mao Tsé-Tung: partindo de seu quartel-general na província de Jiangxi, no sul do país, em 16 de outubro de 1934, o Primeiro Exército marchou mais de 9 000 quilômetros (5 600 milhas) em um grande arco no sentido horário através das fronteiras ocidentais do país, finalmente se encontrando com as forças comunistas em Yan'an em 19 de outubro de 1935. A rota tortuosa exigiu que o Primeiro Exército passasse por alguns dos terrenos mais difíceis do país, evitando a destruição pelos nacionalistas: primeiro o Exército Nacional Revolucionário sob Chiang Kai-Shek, e mais tarde por grupos locais de senhores da guerra alinhados aos nacionalistas. Em última análise, menos de 8 000 pessoas que viajavam com o Primeiro Exército Vermelho sobreviveriam à marcha, de uma força de mais de 65 000 que havia partido no ano anterior. No ano seguinte, o Segundo e o Quarto Exércitos Vermelhos continuariam a navegar e enfrentar resistência, com a reunião dos três exércitos em Yan'an ocorrendo apenas em 22 de outubro de 1936.
Ao chegar, a liderança que Mao havia demonstrado durante o retiro lhe proporcionou imenso prestígio e apoio entre muitos dentro do Partido Comunista. A Marcha alcançaria status mítico na China e em todo o mundo como um dos eventos mais famosos da guerra, por sua imensa dificuldade e perseverança implausível diante do que parecia ser uma aniquilação quase certa. Em última análise, marcou o início da longa ascensão de Mao à primazia dentro do PCC, e seria fortemente destacado em sua imagem pública, através da fundação da República Popular.

## Linha do tempo
Fonte: 

### Anos 1920-1934
- 23 de julho de 1921: O Partido Comunista Chinês é formalmente fundado.
- 1928: É fundado o Exército Vermelho do PCC, concentrado em Jiangxi e Fujian.
- 7 de novembro de 1931: O Soviete de Jiangxi é fundado por Mao Tsé-Tung e Zhu De na capital de Ruijin, como o primeiro membro da República Soviética Chinesa.
- Dezembro de 1931: Zhou Enlai chega a Ruijin, substituindo Mao como comissário político do Exército Vermelho.
- Outubro de 1932: Na Conferência de Ningdu, a maioria dos líderes do Exército Vermelho critica as táticas de Mao. Mao é rebaixado ao status de figura de proa.
- 1933: Bo Gu e Otto Braun chegam da URSS, reorganizam o Exército Vermelho e assumem o controle dos assuntos do Partido. Quatro campanhas sucessivas de cerco dos nacionalistas são derrotadas.
- 25 de setembro de 1933: A Quinta Campanha de Cerco começa, com Bo e Braun eventualmente derrotados em outubro de 1934.
- 10 de outubro de 1934: O Primeiro Exército Vermelho, composto por 130 000 soldados e civis liderados por Bo e Braun, começa a Grande Marcha, partindo de Yudu em Jiangxi.
- 25 de dezembro a 3 de novembro de 1934: O Primeiro Exército luta contra os nacionalistas na Batalha do Rio Xiang.

### 1935
- 15 a 17 de janeiro: A liderança de Bo e Braun é denunciada na Conferência de Zunyi. Zhou se torna a pessoa mais poderosa do Partido, com Mao se tornando assistente de Zhou.
- Março: O Quarto Exército Vermelho sob o comando de Zhang Guotao parte de sua base na fronteira Sichuan-Shaanxi.
- 29 de abril a 8 de maio: O Primeiro Exército atravessa o rio Jinsha, a parte superior do Yangtze.
- 22 de maio: O Exército Vermelho forma uma aliança com o povo Yi.
- 29 de maio: O Primeiro Exército captura a Ponte Luding.
- Junho-Julho: O Primeiro e o Quarto Exércitos se encontram em Maogong. Mao e Zhang discordam sobre estratégia, e as forças acabam se separando.
- Julho: O Primeiro Exército atravessa as Montanhas de Neve do Dragão de Jade.
- Agosto: O Primeiro Exército atravessa o Pântano Zoigê.
- 16 de setembro: O Primeiro Exército atravessa o Passo Lazikou.
- 19 de outubro: O Primeiro Exército chega a Yan'an, encerrando sua Grande Marcha.
- Novembro: Mao é nomeado Presidente da Comissão Militar.
- 19 de novembro: O Segundo Exército Vermelho sob o comando de He Long começa sua retirada para Yan'an, marchando para o oeste de Hubei.  No mesmo dia, o Quarto Exército Vermelho é derrotado pelas forças nacionalistas no Passo Baizhang em Sichuan.

### 1936
- 9 de outubro: O Quarto Exército Vermelho se reúne com o Primeiro em Huining, Gansu.
- 22 de outubro: O Segundo Exército Vermelho se reúne com elementos do Primeiro em Jiangtaibao, Gansu. Termina assim a Grande Marcha para todas as forças.